# Італік (когномен)
Італік (лат. Italicus) — когномен у Стародавньому Римі.
Italicus означає «італійський». Жіноча форма — Італіка (лат. Italica).

## Версії походження
Питання походження когномену лишається дискусійним.
Іспанський археолог та історик XVII століття Родріго Каро припускав, що когномен Italicus походить від міста Італіка в Римській Іспанії. Зокрема, у своїй поемі «Ода руїнам Італіки» він висловлює здогад, що Сілій Італік був родом з цього міста. Проте прикметник, що позначав людей з цього міста, латиною звучав як Italicensis. Окрім того, у цьому випадку, незрозуміло, чому Марціал не включив Сілія до списку знаменитостей родом з Іспанії першої половини I століття.
Деякі вчені припускають, що когномен Італік позначав члена корпорації Італіків, яка існувала на Сицилії та інших регіонах Риму.

## Відомі представники[a]
- Італік (д/н — бл. 60 н. е.) — призначений Римом король германського племені херусків, роки правління бл. 47 — бл. 60 н. е.
- Тиберій Юлій Італік[de] (лат. Tiberius Iulius Italicus) — центуріон у часи правління імператора Клавдія (41–54 н. е.). Служив у трьох різних легіонах і отримав посаду приміпіла.
- Сілій Італік (повне ім'я Тібе́рій Ка́цій Аско́ній Сі́лій Іта́лік) (28 — 103) — поет та політик, консул 68 року.
- Публій Бебій Італік (І ст. н. е.)  — поет, політик, консул-суффект 90 року.
- Авл Платорій Непот Апоній Італік Манілліан (бл. 85 — після 127) — консул-суффект 119 року.
- Тит Флавій Італік[de] (лат. Titus Flavius Italicus) (пер. пол. ІІ ст.) — між 130 і 132 роками н. е. командир (префект) кінного підрозділу Ala I Ulpia Contariorum з провінції Паннонія.
- Публій Кампаній Італік[de] (лат. Publius Campanius Italicus) (сер. ІІ ст.) — між 158 і 161 роками н. е. командир (префект) підрозділу Cohors II Tungrorum — другої міської когорти з Civitas Tungrorum.
- Марк Стацій Пріск Ліциній Італік (? — 164) — консул 159 року.
- Публій Дідій Італік[de] (лат. Publius Didius Italicus) — між 151 і 270 роками н. е. командир (префект) підрозділу Cohors IIII Hispanorum — третьої міської когорти з римської провінції Іспанія.

## Зауваження
1. ↑  Немає відомостей, що особи з наведеного списку перебували у якихось родинних зв'язках між собою